# Sonic Riders: Zero Gravity
Sonic Riders: Zero Gravity (ソニックライダーズ：ゼログラビティ, Sonikku Raidāzu: Zero Gurabiti) ou Sonic Riders Shooting Star Story (ソニックライダーズ シューティングスターストーリー, Sonikku Raidāzu Shūtingu Sutā Sutōrī) é um jogo eletrônico de corrida lançado pela Sega, onde Sonic e seus amigos usam os "Extreme Gears" para correrem. O jogo faz sequência à Sonic Riders, de 2006. O jogo foi lançado para Playstation 2 e Wii, e possui muitas inovações à jogabilidade apresentada no jogo anterior.

## Enredo
O jogo se passa alguns meses após o primeiro Riders. Desta vez um artefato veio do espaço, caindo perto de um grupo de robôs da companhia Meteotech, que são ativados e em seguida começam a sair do controle, causando caos na cidade. Tails encontra o suposto meteoro e se encontra com Sonic e Knuckles no dia seguinte, para investigarem sobre o artefato, que tem o formato de um bracelete. Repentinamente, robôs afetados pela queda do meteorito começam a persegui-los dentro de Megalo Station. Ao fugirem por um elevador, são novamente cercados de robôs, que, controlando a estação, tentam trancar o máximo de portões possíveis. Sem saída, os heróis colidem com um dos portões trancados, a explosão destrói seu veículo e Sonic se encontra caindo de vários metros do lado de fora da estação. O artefato então mostra seu poder à Sonic, permitindo-o controlar a gravidade. A aventura começa com uma corrida contra os robôs em Megalo Station.
Entretanto, Os Babylon Rogues estão igualmente interessados nesse artefato, e Eggman também, que usará de suas artimanhas para tê-lo em suas mãos. Neste jogo todos serão aliados para parar os robôs que foram afetados pela queda do meteoro, mas com um objetivo em comum: os artefatos conhecidos como Ark of the Cosmos.

## Recepção
Em geral, Zero Gravity recebeu avaliações mistas dos críticos. Os sites agregadores de revisões GameRankings e Metacritic, respectivamente, deram à versão de PlayStation pontuações de 59.31% e 56/100, e à versão de Wii 57.04% e 56/100. A GameSpot deu à versão de PS2 5.0/10 e à versão de Wii 4.5/10. IGN classificou as versões de PS2 e Wii em 5.8/10. A Official Nintendo Magazine deu ao jogo uma pontuação de 72%, elogiando sua ação multiplayer sólida e a quantidade de recursos de bônus, mas criticou-o por seus controles ásperos. A GameTrailers elogiou o jogo por seus gráficos, mas criticou como o jogo exigia o controle do GameCube para o controle tradicional, que não estaria disponível quando jogado em modelos Wii mais novos ou no Wii U, e também como o jogo poderia ser "quase impossível de jogar" com seleções de opções confusas.